# Canta de lö
Canta de lö è un album del gruppo I Trilli pubblicato nel 2001 dalla Devega. In copertina è riportato anche, tra parentesi, il titolo in italiano: Canta di loro.
È l'ultimo album di Giuseppe Zullo, venuto a mancare nel 2007 a dieci anni di distanza da Giuseppe Deliperi, quest'ultimo deceduto nel 1997. Il CD, come riportato sul retro, è dedicato proprio a Pucci (Giuseppe Deliperi) e a Faber (Fabrizio De André).

## Tracce
1. Canta de lö (Milesi, Bianchi, Ulivi)
2. E ciocca (remescello) (anonimo)
3. Luna del porto (Zullo, Ulivi)
4. Arria (Zullo, Bianchi, Ulivi)
5. Piccon dagghe cianin (De Santis, Pesce)
6. Verso Seja (Zullo, Calabrese)
7. A Nina (Zullo, Stellini, Ulivi)
8. Bianca Lola (Zullo, Ulivi)
9. Zena Zena (Zullo)
10. Trilli gnao (Zullo, Bof, Ulivi)